# Georg Jellinek
Georg Jellinek (magyarosan: Jellinek György) (Lipcse, 1851. június 16. – Heidelberg, 1911. január 12.) német jogász, jogtudós, az államtan, az államelmélet klasszikusa.
Jellinek elméletének kiindulópontja az állam kettős jellege volt. Jellinek alkotta meg az állam kettős (társadalmi és jogi) jellegéről szóló tant, amely az állam társadalomtanára (allgemeine Staatslehre) és az állam jogtanára (allgemeine Rechtslehre) tagozódik.
Georg Jellinek nézete szerint a jogrendszer megszületésének legalitása, jogszerűsége a legitimitásának nem oka, nem feltétele. A jogrendszert a faktualitás ereje – normatív ereje – legitimálja. A politika az alkotmány révén jogiasodik. 

## Életpályája
Osztrák közigazgatási szolgálatba lépett, ám azt csakhamar elhagyta és 1879-ben a bécsi egyetemen a közjog magántanára, 1883-ban rendkívüli tanára lett. 1889-ben rendes tanárnak hívták meg Bázelbe, majd 1890-ben Heidelbergbe. Heidelbergben hunyt el.

## Főbb művei
- Die socialethische Bedeutung v. Recht, Unrecht u. Strafe (1878)
- Die rechtliche Natur d. Staatenverträge (Bécs, 1880)
- Die Lehre von d. Staatenverbindungen (Bécs, 1882)
- Oesterreich-Ungarn u. Rumänien i. d. Donaufrage, 1884
- Ein Verfassungsgerichtshof für Oesterreich, 1885
- Gesetz und Verordnung (Freiburg in Br., 1887)
- System d. subjektiven öffentl. Rechte, 1892
- Adam i. d. Staatslehre, 1893
- Die Erklárung der Menschen- und Bürgerrechte (Leipzig 1895, 2. kiad. 1904)
- Ueber Staatsfragmente, 1896; D. Recht d. Minoritäten, 1898
- D. Recht d. modernen Staates, I. k.
- Allgemeine Staatslehre, 1900
- Verfassungsánderung u. Verfassungswandlung (Berlin, 1906)

### Magyarul
- Általános államtan; ford., bev. Szilágyi Péter; Osiris-Századvég, Bp., 1994 (Jogfilozófiák)